# Alpay Özalan
Fehmi Alpay Özalan (Esmirna, Turquía, 29 de mayo de 1973) es un exfutbolista turco, se desempeñaba como defensa.

## Clubes
| Club               | País          | Año         | Partidos | Goles |
| Altay SK           | Turquía       | 1992 - 1993 | 23       | 1     |
| Beşiktaş JK        | Turquía       | 1993 - 1999 | 148      | 9     |
| Fenerbahçe SK      | Turquía       | 1999 - 2000 | 29       | 3     |
| Aston Villa FC     | Inglaterra    | 2000 - 2003 | 57       | 1     |
| Incheon United     | Corea del Sur | 2003 - 2004 | 8        | 0     |
| Urawa Red Diamonds | Japón         | 2004 - 2005 | 13       | 0     |
| 1. FC Colonia      | Alemania      | 2005 - 2007 | 48       | 1     |

## Palmarés
Beşiktaş JK
- Superliga de Turquía: 1994-95
- Copa de Turquía: 1994, 1998

Urawa Red Diamonds
- Copa del Emperador: 2005

- Datos: Q435749
- Multimedia: Alpay Özalan / Q435749